# كيك (متصفح ويب)
متصفح كيك (بالإنجليزية: Cake Browser) هو متصفح ويب يعمل على الهواتف الذكية ويعتمد على التمرير السريع، تم تطويره من قبل كيك تكنولوجيز Cake Technologies، Inc.، وهي شركة ناشئة مختصة في التكنولوجيا تأسست عام 2016 في مدينة بروفو بولاية يوتا الأمريكية. يعرض متصفخ كيك نتائج البحث ويقوم بتحميلها مسبقًا بدلاً من عرض قائمة الارتباطات القابلة للنقر. وتكون النتائج قابلة للتمرير السريع، ويشمل المتصفع على كافة مجالات البحث المعروفة، بما في ذلك بحث الويب والبحث عن الصور والبحث عن الفيديو والأخبار والتسوق. في عام 2017، تم إطلاق متصفح كيك في بشكلٍ تجريبي في كل من أستراليا وكندا ونيوزيلندا وتايوان. ثم تم إطلاقه على مستوى العالم لجميع المستخدمين في 31 يناير 2018. أعلنت شركة كيك تكنولوجيز في عام 2018 أنها جمعت تمويلًا بقيمة 5 ملايين دولار أمريكي لصالح متصفح كيك بدعم من Peak Ventures وبمشاركة من Pelion Venture Partners و Kickstart Seed Fund.

## الميزات
يعتمد متصفح كيك على التمرير السريع بين الصفحات، فبعد إجراء عملية البحث فيه، سيعرض لك نتائج البحث في الصفحة الأولة، ويمكن التمرير لليسار للانتقال إلى نتيجة البحث الأولى وثم التمرير لليسار لنتيجة البحث الثانية وهكذا.
بالإضافة إلى ذلك، يستخدم متصفح كيك بروتوكول نقل النص التشعبي الآمن HTTPS، مما يساهم في حماية البيانات التي يتم تبادلها بين المستخدم ومواقع الويب التي يزورها.
يتيح لك المتصفح أيضًا خيار لتعيين كلمة مرور أو استخدام البصمة (في حال كان الهاتف داعم لهذه الميزة) لمنع الأخرين من فتح التطبيق وهذا يمنح المستخدم مزيدًا من الخصوصية والأمان.
يقوم المتصفح أيضًا بشكلٍ تلقائي بإخبار مواقع الإنترنت بعدم تتبع المستخدم، وهي مزايا متوفرة في معظم المتصفحات المعروفة لكنها لا تكون مفعلة بشكلٍ تلقائي.
يتضمن متصفح كيك أيضًا أدات لحظر الإعلانات والتتبع، بالإضافة إلى خيار Private Tab Time Bomb الذي يتيح للمستخدم تعيين مدة زمنية يتم عندها إغلاق كل علامات التبويب الخاصة تلقائيًا بعد إغلاق التطبيق.

## روابط خارجية
- متصفح كيك - الموقع الرسمي نسخة محفوظة 9 ديسمبر 2019 على موقع واي باك مشين.
- متصفح كيك على تويتر